# Albert von Baczko
Albert Friedrich Ludwig von Baczko (* 13. August 1799 in Tilsit; † 6. November 1882 in Danzig) war ein preußischer Generalleutnant und Kommandeur der 2. Division.

## Leben

### Herkunft
Albert war ein Sohn des preußischen Generalmajors Joseph Theodor Sigismund von Baczko (1751–1840) und dessen Ehefrau Friederike Charlotte Auguste, geborene Feldmann (1773–1824).

### Militärkarriere
Baczko besuchte das Gymnasium in seiner Heimatstadt und ab 1814 das Kadettenkorps. Anschließend trat er am 13. Mai 1815 als Jäger in das Ostpreußische Jäger-Bataillon der Preußischen Armee und avancierte bis Mitte September 1831 zum Premierleutnant. Er wurde am 30. März 1834 als Adjutant der Inspektion der Jäger und Schützen kommandiert, in dieser Eigenschaft Anfang April 1838 zum Kapitän befördert und der 3. Schützenabteilung aggregiert. Am 29. September 1840 folgte seine Ernennung zum Kompaniechef in der 1. Schützenabteilung und am 22. Februar 1841 die Ernennung zum Kommandeur dieser Abteilung. Er erhielt am 31. Mai 1844 den Charakter als Major und am 19. April 1845 das Patent zu seinem Dienstgrad. Am 22. September 1851 wurde er als Bataillonskommandeur in das 7. Infanterie-Regiment versetzt und am 23. März 1852 zum Oberstleutnant befördert. Anschließend kam er am 4. Mai 1854 als Kommandeur in das 12. Infanterie-Regiment. Dort wurde er am 13. Juli 1854 zum Oberst befördert und am 7. Mai 1857 als Kommandeur in die 5. Infanterie-Brigade versetzt sowie am 8. Juni 1857 à la suite des 12. Infanterie-Regiments gestellt. Er wurde am 22. Mai 1858 zum Generalmajor befördert und am 22. Mai 1859 mit dem Roten Adlerorden III. Klasse mit Schwertern ausgezeichnet. Am 1. Juli 1860 beauftragte man Baczko zunächst mit der Führung der 2. Division und ernannte ihn am 24. Juli 1860 zum Kommandeur dieses Großverbandes. Aus Anlass der Krönungsfeierlichkeiten von Wilhelm I. wurde er am 18. Oktober 1861 zum Generalleutnant befördert. Seine Augen hatte aber gelitten und daher erhielt er vom 17. Mai bis zum 5. August 1862 einen Erholungsurlaub nach Bad Homburg. Da sich keine Besserung einstellte, wurde er am 29. Januar 1863 unter Verleihung des Sterns zum Roten Adlerorden II. Klasse mit Eichenlaub und Schwertern am Ringe mit Pension zur Disposition gestellt. Er starb am 6. November 1882 in Danzig.
Der Oberst von Knobloch schrieb 1847 in seiner Beurteilung: „Ein moralisch, höchst anständiger Mann, der viel natürlichen Verstand und rechte gute Kenntnisse besitzt. Er führt seine Abteilung mit vieler Umsicht und ist vom rühmlichsten Eifer für den Allerhöchsten Dienst beseelt, so daß er das Zeugnis eines ganz besonders brauchbaren und für eine extraordinäre Beförderung vollkommen geeigneten Offiziers verdient.“

### Familie
Baczko heiratete am 14. August 1837 in Berlin Sophie Friederike Luise Emma Meier (1812–1878), geschiedene Alsleben, Tochter des Rentiers Meier aus Berlin. Das Paar hatte mehrere Kinder.